# Fionn Griffiths
Fionn Griffiths (27 de agosto de 1982) es una deportista británica que compitió en ciclismo de montaña en las disciplinas de descenso y campo a través para cuatro. Ganó tres medallas de plata en el Campeonato Mundial de Ciclismo de Montaña entre los años 2001 y 2011, y dos medallas de plata en el Campeonato Europeo de Ciclismo de Montaña de 2001.

## Palmarés internacional
| Campeonato Mundial | Campeonato Mundial    | Campeonato Mundial | Campeonato Mundial    |
| Año                | Lugar                 | Medalla            | Competición           |
| ------------------ | --------------------- | ------------------ | --------------------- |
| 2001               | Vail (Estados Unidos) | Medalla de plata   | Descenso              |
| 2002               | Kaprun (Austria)      | Medalla de plata   | Descenso              |
| 2011               | Champéry (Suiza)      | Medalla de plata   | Campo a través para 4 |
| Campeonato Europeo |                       |                    |                       |
| Año                | Lugar                 | Medalla            | Competición           |
| 2001               | Livigno (Italia)      | Medalla de plata   | Descenso              |
| 2001               | Livigno (Italia)      | Medalla de plata   | Dual                  |